# Förhistoriska parken
Förhistoriska parken är en dokumentärserie från 2007 på TV4 som genom datagrafik föreställer sig djurlivet 65 miljoner år tillbaka i tiden. Serien är ursprungligen producerad för brittiska ITV och heter i original "Prehistoric Park".

## Handling
Programmet är en form av science fiction. I de olika avsnitten åker zoologen Nigel Marven bakåt i tiden för att ta hem olika förhistoriska djur för att rädda dem från utdöende.
Avsnitt 1 
Nigel reser 65 milj. år tillbaka i tiden till Montana, för att hämta hem Tyrannosaurus rex. Han möter även Ornithomimus och Triceratops.
Avsnitt 2 
Nigel reser till Sibirien vid slutet av den sista istiden, för att rädda den sista mammuten från istidens jägare.
Avsnitt 3
Nigel reser till förhistoriska kina under krita, för att hämta hem den mystiska lilla fågelliknande dinosaurien Microraptor. I en tät djungel spanar Nigel i trädtopparna efter den lilla glidflygaren, och stöter ihop med Titanosaurier, Mei, och Incisivosaurus. Expeditionen försöker rädda Microraptor från ett ödestigert vulkanutbrott, som hotar livet i skogen.
Avsnitt 4
Saba Douglas-Hamilton följer med Nigel till det forntida Sydamerika för att rädda kattdjuret Smilodon. Utdöendet av dess viktigaste bytesdjur hotar Smilodon till undergång. 
Avsnitt 5 
Nigel reser bakåt i tiden till Skottland under karbon för att upptäcka de utdöda jätteleddjuren Arthropleura och Meganeura. I en förhistorisk värld där syrehalten är högre än idag, blir leddjuren jättestora jämfört med sina moderna representanter. 
Avsnitt 6  
Nigel åker till sena kritaperiodens Nordamerika för att få hem jättekrokodilen Deinosuchus, som var så stor att den åt dinosaurier. Nigel går på safari med Parasaurolophus, och jagas i bil av Albertosaurier.

## Djur i förhistoriska parken
- Afrikansk elefant
- Arthropleura
- Deinosuchus
- Gepard
- Mammut
- Meganeura
- Mei long
- Microraptor
- Ornithomimus
- Smilodon
- Oidentifierade Titanosaurider
- Triceratops
- Tyrannosaurus rex